# بروس روبرتس (مغن مؤلف)
بروس روبرتس (بالإنجليزية: Bruce Roberts)‏ هو مغن مؤلف أمريكي، ولد في 1950.

## وصلات خارجية
- بروس روبرتس على موقع IMDb (الإنجليزية)
- بروس روبرتس على موقع ميوزك برينز (الإنجليزية)
- بروس روبرتس على موقع ديسكوغز (الإنجليزية)